# Gabriele Barrio
Gabriele Barrio (Francica, 1506 circa – Francica, 1577 circa) è stato un umanista e storico italiano.
Le notizie biografiche su Gabriele Barrio sono molto scarse e desunte per lo più dalle sue opere. Sacerdote, appartenente all'Ordine dei Minimi, si recò dapprima a Napoli, per proseguire gli studi, e successivamente a Roma probabilmente su invito del custode della Biblioteca Vaticana mons. Guglielmo Sirleto.
A Roma, nel 1571 pubblicò l'opera più nota, la prima storia della Calabria: De antiquitate et situ Calabriae. Libri quinque. L'opera, scritta in latino, è stata tradotta in italiano solo nel 1971. La prima edizione del De antiquitate et situ Calabriae (1571) si rivelò talmente piena di errori e di lacune che il Barrio tentò di emenderla in vista di una seconda edizione. La morte, avvenuta nel 1577, interruppe quel lavoro che fu completato da Tommaso Aceti nel 1737.
Tra le sue opere minori si può citare una biografia di Gioacchino da Fiore, inclusa nel testo "Vaticinia Ovvero Prophetie dell'Abbate Gioacchino da Fiore", pubblicato come litografia da lastre di rame da Pasqualino Regiselmo nel 1589, scaricabile da questo sito (pdf di 160 pagine in b/n), e la sua scheda si trova nel sito della biblioteca di Warburg in Londra.